# 菲欣納半島

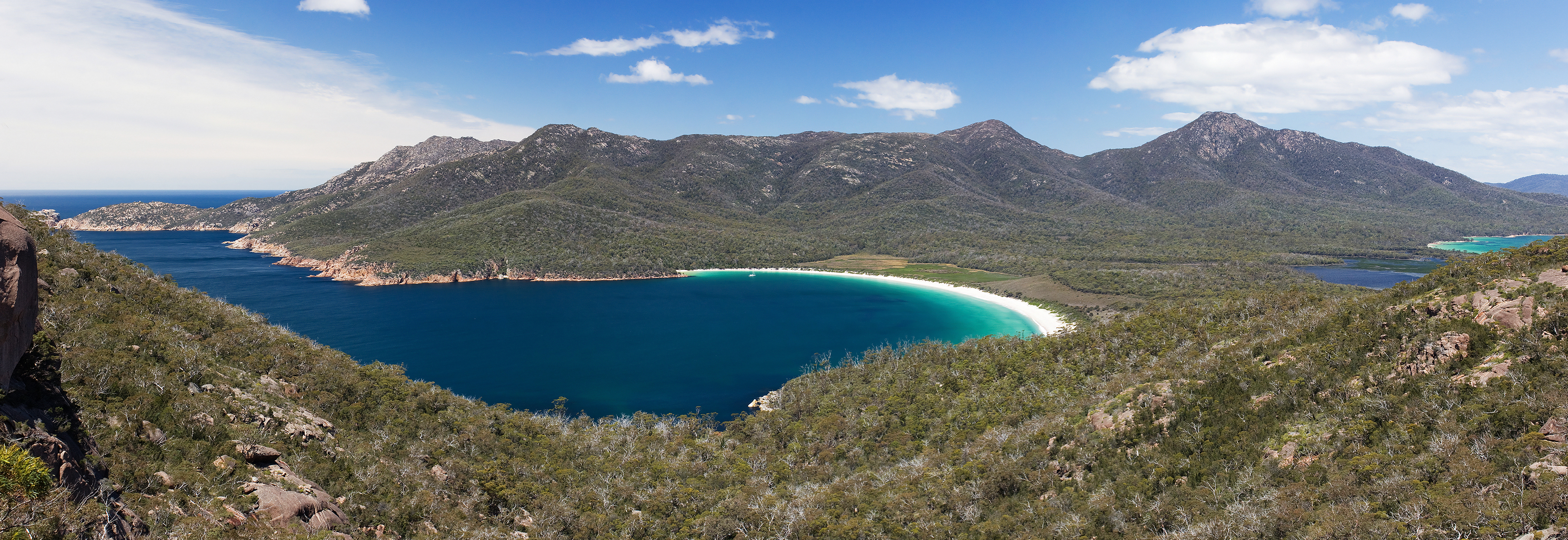
位於菲欣納半島東岸的酒杯灣，菲欣納山位於右上方

菲欣納半島（英語：Freycinet Peninsula），又稱為弗雷西內半島、菲辛那半島，位於澳洲塔斯曼尼亞州東岸，西臨大蠔灣，東臨塔斯曼海，南與斯考滕島隔海相望，長約23公里，寬約6.5公里，面積65平方公里。最高點菲欣納山（Mount Freycinet）海拔613米。1802年，法國探險家尼古拉·博丹測量該地，並以其副手路易·德菲欣納的姓氏命名。1916年，半島建立了菲欣納國家公園。半島的主要聚居地為位於西岸的歌斯灣。